# Lukas von Graben zum Stein
Lukas von Graben zum Stein (bis 1500 Lukas resp. Lucas von Graben) († 1550 auf Schloss Stein), Herr von Stein, Schwarzenegg und Weidenburg, Pfandherr von Heinfels, war ein kärntnerisch-görzischer Edelmann und hoher Militär der Görzer Grafen und der Habsburger. Im Erbfolgestreit um die fürstliche Grafschaft Görz am Ende des 15. Jahrhunderts fungierte Von Graben während der Abwesenheit seines Vaters, des Reichsverwesers Virgil von Graben, in der Stadt Görz (Gorizia) als dessen Stellvertreter und Verfechter der Rechte der Habsburger gegenüber den Bestrebungen der Republik Venedig. 1518 war einer von 70 Deputierten zum ersten Österreichischen Generallandtag von Kaiser Maximilian I. in Innsbruck.

## Leben

### Familie

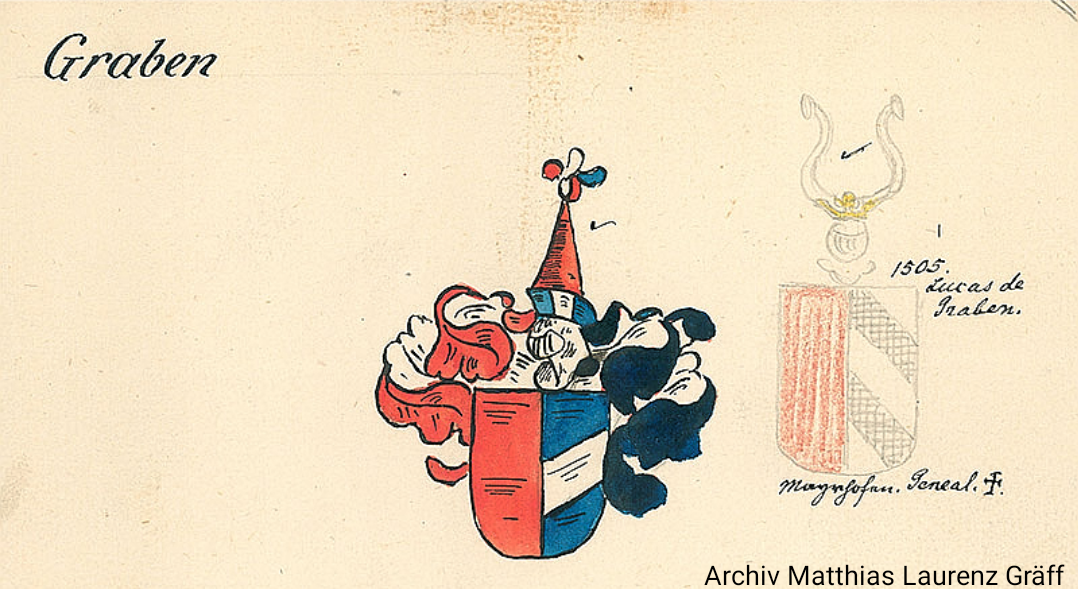
Wappen des Lukas von Graben zum Stein

Lukas von Graben entstammte der Sommeregger Linie der Herren von Graben, deren Mitglieder zur Zeit der letzten Grafen von Görz wichtige Ämter innehatten, und durch deren Wirken auch die Renaissancekultur in Osttirol Einzug hielt. Die Familie der Graben galt im 15. und beginnenden 16. Jahrhundert als die wichtigste Sippe in Lienz und am dortigen Grafenhof der Görzer; trotz ihrer Zugehörigkeit zum Ritterstand umgab sie durch das Naheverhältnis zu Graf Leonhard von Görz und ihrem gehobenen Lebensstil ein „feudales Fluidum“. Lukas wurde als Sohn des bedeutenden Edelmannes Virgil von Graben, Reichsverweser der Grafschaft Görz und Rat von König (Kaiser) Maximilian I. auf dem Familiensitz Burg Sommeregg geboren. Dieser war mit Dorothea Arnold, geborene Herbst von Herbstenburg, nicht rechtmäßig verheiratet, sodass deren gemeinsame Kinder nicht erbberechtigt waren. Einer von Lukas Cousins war Ladislaus Prager, Erbmarschall von Kärnten und Kämmerer von Kaiser Friedrich III.
Lukas von Graben war laut Bucelin mit einer Tochter des Georg Hellssen verehelicht, mit der er drei Töchter und zwei Söhne hatte, wobei der ältere die Herrschaft Stein erbte:
- Margaretha von Graben zum Stein (* vor 1501), verehelicht mit Leopold Göstels von Mülbach (1542)
- N von Graben zum Stein, heiratete N von Mauren
- Catharina von Graben zum Stein, ehelichte 1540 Christoph Mühlsteuers in Flaschberg
- Hans von Graben zum Stein d. Ä. (* nach 1501; † 1587), Herr von Stein
- Georg von Graben zum Stein (genannt 1570), keine Nachkommen

Lukas von Graben könnte 1500 als Bauherr der Benefiziatkirche St. Michael in Lienz aufgetreten sein, was durch diverse Rechnungsbelege, auch an Bartlmä Firtaler, belegt ist. Die Kirche diente in weiterer folge als Begräbnisstätte der Herren von Graben in Lienz und auf Sommeregg.

### Erbe und Feudalgüter
Lukas von Graben konnte aufgrund der unrechtmäßigen Ehe seines Vaters dessen Erbe nicht antreten. Er wurde von Maximilian I. im Jahr 1500 mit Herrschaft und dem Schloss Stein im Drautal belehnt, mitsamt den mittels kaiserlicher Huld zugesprochenen Namenszusatz Zum Stein. Stein ist bis in das Jahr 1668 in Familienbesitz geblieben. Von seinem Vater erhielt er mit dessen Tod im Jahr 1507 die wohl um 1500 an diesen verliehene Herrschaft und Schloss Schwarzenegg (Schwarzenegk) am Karst, Črni Vrh (Divača in Slowenien). Was aus den Einnahmen des Schlosses über die gewöhnliche Burghut hinausgeht, solle er in die Instandhaltung und den Ausbau von Burg Stein investieren. Ebenfalls 1507 erbte er die damals von Graf Leonhard von Görz an Virgil von Graben verpfändete Burg und Herrschaft Heinfels. Aber schon am 24. Februar 1508 wurde er von Maximilian I. aufgefordert, Schloss, Gericht und Amt Heinfels mit allen Zugehörungen dem Brixner Fürstbischof Melchior von Meckau abzutreten; gleichzeitig wurden alle Untertanen zum Gehorsam gegenüber dem Fürstbischof aufgefordert. Von Graben war auch Lehensempfänger für die landesfürstliche Herrschaft Weidenburg.
Die bedeutende Herrschaft Sommeregg (Burggrafen und Herren von Sommeregg) ging der Familie Von Graben daher verloren. Das Erbe erging an Lukas von Grabens Cousine Rosina von Graben von Rain und an die Freiherren von Rain zu Sommeregg über. Nach des Vaters Tod verzichteten Lukas und seine Brüder gegen eine hohe Barzahlung seitens des Salzburger Erzbischof Leonhard von Keutschach auf die prächtige Feste Lengberg, der diese nachher an diverse Pfleger vergab.

## Karriere

### Ringen um das görzische Erbe
Als sich zum Ende des 15. Jahrhunderts der kinderlose Tod des letzten Grafen von Görz, Leonhard, abzeichnete, kam es zwischen beiden Nachbarstaaten, der österreichischen Habsburgermonarchie und der Republik Venedig, zum Kampf um das Erbe. Erstmals, im Jahr 1487 stieg die Signorie von Venedig, der Zehnerrat mit Lukas Vater Virgil von Graben in Geheimverhandlungen ein. Inhalt dieser Papiere war, falls Graf Leonhard tot sei, dass Von Graben den Venezianern die Grafschaft Görz, die Stadt Görz (Gorizia) samt dem Castello di Gorizia (Burg von Görz) übergeben werde und hierfür alle Görzer Schlösser und Herrschaften im Friaul von Venedig als Lehen erhalten solle. Wohl noch im Jahre 1498 konnte Von Graben seitens König Maximilian I. durch große Versprechungen dafür gewonnen werden sich mittels eines Erbvertrages für einen Eintritt des Landes in das Habsburgerreich einzusetzen. Lukas von Graben wurde 1498 von seinem Vater Virgil mit der Befehlsgewalt über die Görzer Burghut, der Verteidigung der Haupt- und Residenzstadt Görz und deren Umland, ausgestattet. Er fungierte nun als stellvertretender Verwalter der Grafschaft. Währenddessen ist auch Venedig nicht untätig geblieben. Um Virgil von Graben zu überzeugen, hatte Tedesco freie Hand erhalten, ihm mehr Geld zu bieten sowie auch andere Lehen im Gebiet der Republik Venedig zu versprechen. Falls Virgil tatsächlich ernsthaft krank wäre, oder auch sterben würde, dann sollte Tedesco unverzüglich mit Lukas von Graben verhandeln und ihm dasselbe Angebot unterbreiten.
Kurz vor Graf Leonhards Tod beschloss dieser auf den Ratschlag von Virgil von Graben hin einen Erbvertrag mit Maximilian abzuschließen. Görz würde somit als erledigtes Reichslehen an das Reich zurückfallen. Sogleich nach dem Tod von Graf Leonhard am 12. April 1500 überließ Von Graben die Führung über die Stadt Görz seinem Sohn Lukas. Er selbst reiste nach Lienz, um die Sachlage des Erbfall zugunsten Habsburgs und der venezianischen Annäherung publik zu machen. Gleichwohl hielt sich Venedig erneut an Virgil und entsandte den venezianischen Geschäftsträger Rigo Tedesco in die Stadt Görz um mit Virgil von Graben in Kontakt zu treten, doch befanden sich die Burg und auch die Stadt bereits unter der Verwaltung von Lukas von Graben. Er war ein treuer Parteigänger König Maximilians und absolut unbestechlich. Zuerst schwenkte der Zehnerrat der Republik Venedig noch, um Lukas zu deren Oberkommandierenden im Friaul zu ernennen, da aber jedoch Virgil von Graben den Vertrag mit Venedig über die Nachfolge in der Grafschaft Görz beendigt hatte und offensichtlich mit Maximilian I. verhandelte, kam die Ernennung von Lukas nicht zustande. Virgil von Graben befand sich nun in Lienz, wohin ihm Tedesco nachfolgte. Er lehnte die Zusammenarbeit mit Venedig, sowie die immens hohe Summe von 30.000 Dukaten ab, brach seine, wohl nur vagen Zugeständnisse, und erklärte Tedesco, dass er als echter Edelmann und nicht als Verräter sterben wolle. Graf Leonhard hatte ihn einige Wochen vorher offenbart, dass er mit König Maximilian einen Vertrag abgeschlossen hatte, was Virgil selbst noch unbekannt gewesen war. Dabei hatte er dem Grafen in die Hand schwören müssen, dass er Görz an Maximilian übergeben werde. Venedig ist aber weiter aktiv geblieben und, da Virgil wohl an die Heiligkeit seines gegebenen Wortes gebunden war, sandte der Statthalter von Friaul Tedesco erneut zu Lukas von Graben nach Görz um ihn mit moralischen Vorhaltungen umzustimmen, auch dass es nicht menschlichem sondern göttlichem Recht entspreche, dass die Grafschaft Görz an Venedig gehe. Bei Lukas konnten die Venezianer nichts erreichen. Mit genauen Instruktionen des Vaters ausgestattet griff Lukas als Befehlshaber der görzischen Truppen in das Kriegsgeschehen mit der Republik Venedig ein. Da aber auch seine Versuche scheiterten, wurde das Friaul und die Stadt Görz den venezianischen Truppen übergeben. Kurze Zeit später wurde Görz mit kaiserlichen Truppen für Maximilian von Österreich zurückgewonnen.
Nach dem Görzer Erbfall zugunsten Habsburgs, sahen die Venezianer ihren Misserfolg einzig in der Handlungsweise der Herren Virgil und Lukas von Graben. Dies stellt sicherlich eine übertriebene Wahrnehmung dar, eventuell hatte Von Graben familienpolitische Ziele im Sinn oder er wollte im Wissen von Graf Leonhard die venezianischen Pläne eruieren. Die beiden Herren von Graben wurden nach dem erfolgreichen Übertritt der görzischen Grafschaft in das Habsburgerreich, gemessen an deren Verdienst, bescheiden belohnt. Virgil Graben erfüllte nur noch für kurze Zeit das Amt eines Hauptmannes von Görz, die Burg Heinfels wurde ihm zur vorübergehen Nutzung überlassen. Lukas hatte die relativ kleine Herrschaft Stein im Drautal zu Lehen erhalten.

### In kaiserlichen Diensten

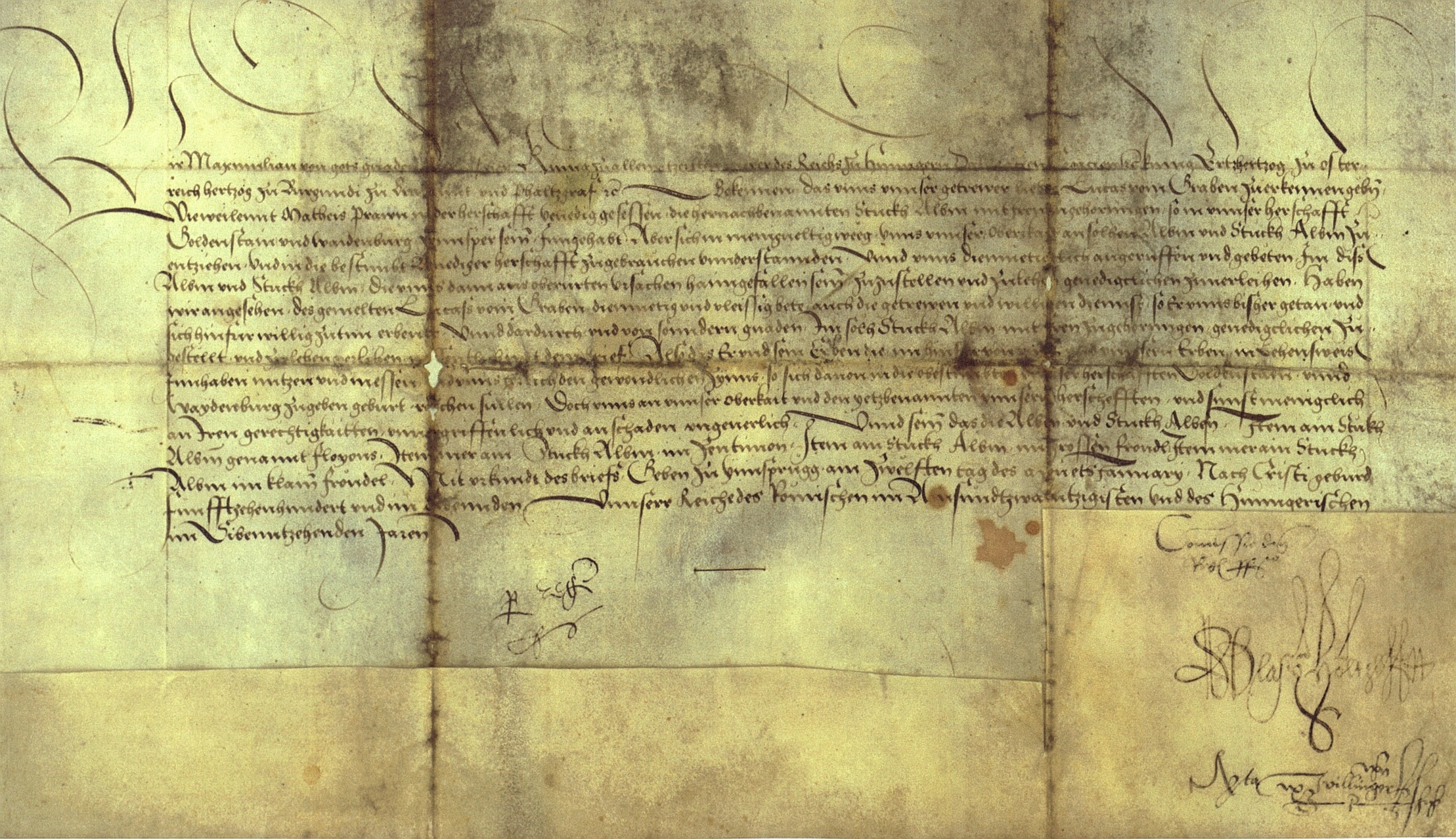
König Maximilian I. (Kaiser Maximilian) verleiht Lukas von Graben zum Stein 1507 zu Innsbruck die vom nunmehr verstorbenen Matheis Praun heimgefallenen Grundstücke und Almen in den Karnischen Alpen

Am 12. Juni 1500 verlieh Maximilian I. seinem „getreuen, lieben“ Lukas von Graben „aus sondern gnaden vnd vmb sein, auch seines vatters getrewen verdienen willen vnns lanng zeit heer vnd besonnder yecz in eroberung der Lanndtschafft, so vns von weylend Lienharten Grauen zu Görcz zuegestanden, bewysen“, das „Sloss Stain“ samt Zugehör, das der Herrscher „von newen dingen zu lehen gemacht“, zu einem Mannlehen. Die relativ kurz gehaltene Urkunde drückt aus, dass Von Graben Burg Stein für seine und seines Vaters Unterstützung beim Erwerb der Grafschaft Görz verliehen bekam. Durch die Belehnung mit Stein erfolgte auch der neue Geschlechtername seiner Linie, der Von Graben zum Stein. Die Burg selbst konnte er in weiterer Folge geräumiger ausstatten. Auch wurde Von Graben zum Stein durch den Kaiser mit dem landesfürstlichen Lehen Burg Weidenburg belehnt, welches aber sein Sohn Hans von Graben zum Stein 1545 an Sigmund Khevenhüller zu Aichelberg veräußerte.
Im Venezianerkrieg von 1508 gehörte Von Graben zum Stein unter dem Obersten Kommissar Erich I. von Braunschweig-Lüneburg als Oberster Proviantmeister zur Lienzer Kriegskammer.

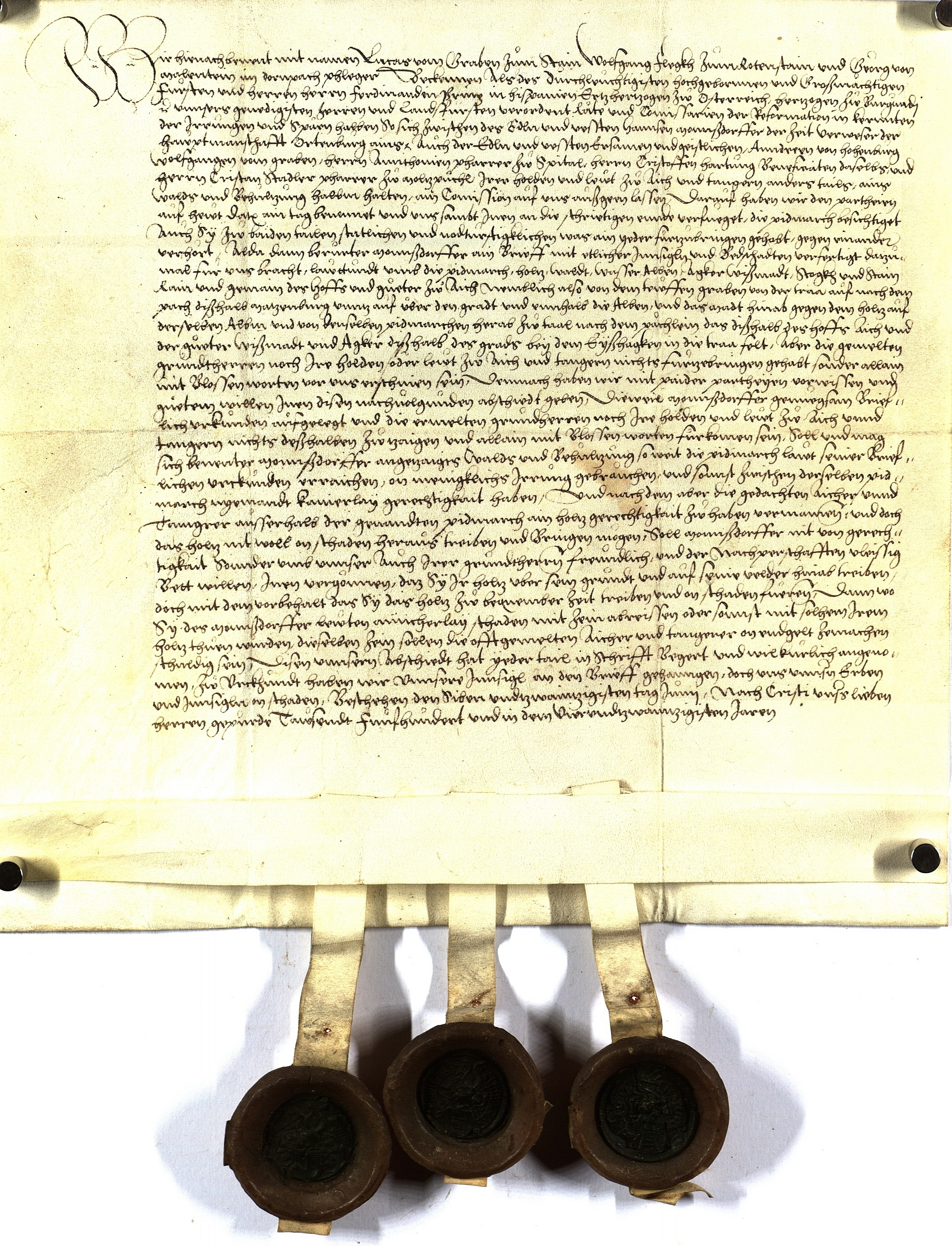
Lukas vom Graben zum Stein, Wolfgang Fleck zum Rotenstein und Georg von Malenthein schlichten als Räte und Kommissäre von Erzherzog Ferdinand I. [dem nachmaligen Kaiser] im Jahr 1524 einen Streit zwischen Hans Mansdorfer, Verweser der Hauptmannschaft Ortenburg einerseits und den Geistlichen Herren

Lukas von Graben zum Stein stand zeitlebens in der Gunst Kaiser Maximilians, so verlangte jener am 25. Oktober 1514 in seiner Instruktion an die Krainer Räte und die Kommissäre der Landstände Krains, dass unter anderem „Unser getreuer lieber Lucas von Grabn zum Stain bei Traberg mit 500 Knechten aus Unser Grafschaft Tirol“ zur Verstärkung der Abwehr gegen die Republik Venedig zu entsenden sei. Von Januar bis Mai 1518 war er einer der drei Pustertaler und Lienzer Deputierten zum ersten Österreichischen Generallandtag (Reichstag) von Kaiser Maximilian in Innsbruck, der 70 Abgeordnete der österreichischen Länder umfasste. Diese Versammlung gilt als das erste gesamtösterreichische Parlament und zählt als wichtiger Schritt zur österreichischen Staatsbildung. 1524 wird Lukas von Graben zum Stein als Rat und Kommissar der Gegenreformation von Kärnten von Ferdinand I. [dem nachmaligen Kaiser] genannt. Gemeinsam mit Wolfgang Fleck zum Rotenstein und Georg von Malenthein, Pfleger zu Dornbach schlichtete er im selben Jahr den Streit wegen Lehenspflichtigen zu Aich und Tangern (bei Spittal an der Drau) sowie einem Waldstück bei Spittal und dessen Holz zwischen Hans Mansdorfer, Verweser der Hauptmannschaft Ortenburg und Besitzer des Hofs und der Güter zu Aich einerseits und den Geistlichen Andre von Hohenburg, Wolfgang vom (von) Graben [der älteste Bruder des Lukas von Graben zum Stein], Anton, Pfarrer zu Spittal, Cristof Hartung, Beneficiat daselbst sowie Cristan Stadler, Pfarrer zu Molzbichl.

## Trivia
Der mit „Innsbruck, 12. Januar 1507“ von König Maximilian I. ausgestellte Lehenbrief auf Pergament für Lukas von Graben, beinhaltet die Verleihung von vier Almen in den Kärntner Herrschaften Goldenstein und Weidenburg, beiderseits der Gail zwischen Kötschach und Hermagor gelegen. Der Lehensbrief befindet sich in gutem Zustand, seine Faltung ist teilweise geglättet, mit fachmännisch hinterlegten kleinen Faltbruchstellen. Die Plica ist beschnitten. Das kleine Handzeichen („per regem per se“) und Kontrasignaturen wurden durch Blasius Höltzl und Jakob Villinger geschaffen.

## Information
Die Daten zu diesem Artikel wurden aus der Von Graben Forschung von Matthias Laurenz Gräff übernommen.